# Estação Afonso Pena / Tijuca

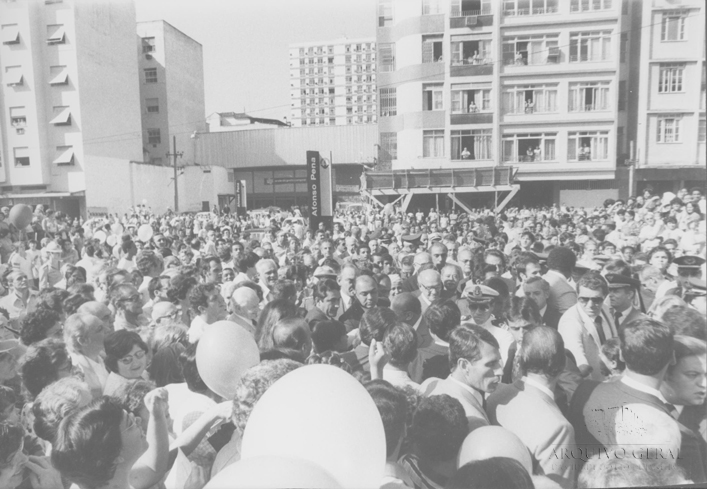
Inauguração da Estação

Afonso Pena / Tijuca é uma estação da Linha 1 do Metrô do Rio de Janeiro. Foi inaugurada em 1982, localizada em área residencial e tranquila da Tijuca, na Praça Castilhos França.
Em agosto de 2022, a estação foi renomeada de "Afonso Pena" para "Afonso Pena / Tijuca", ocasião em que as estações ganharam sufixos com os nomes dos bairros em que se localizam.
Os acessos à estação são: 
- Acesso A - Praça Castilho França
- Acesso B - Doutor Satamini